# Canton de Chartres-2
Le canton de Chartres-2 est une circonscription électorale française du département d'Eure-et-Loir créée par le décret du 24 février 2014 et entrée en vigueur lors des élections départementales de 2015.

## Histoire
Un nouveau découpage territorial de l'Eure-et-Loir entre en vigueur à l'occasion des élections départementales de mars 2015, défini par le décret du 24 février 2014, en application des lois du 17 mai 2013 (loi organique 2013-402 et loi 2013-403). Les conseillers départementaux sont, à compter de ces élections, élus au scrutin majoritaire binominal mixte. Les électeurs de chaque canton élisent au Conseil départemental, nouvelle appellation du Conseil général, deux membres de sexe différent, qui se présentent en binôme de candidats. Les conseillers départementaux sont élus pour 6 ans au scrutin binominal majoritaire à deux tours, l'accès au second tour nécessitant 12,5 % des inscrits au 1er tour. En outre la totalité des conseillers départementaux est renouvelée. Ce nouveau mode de scrutin nécessite un redécoupage des cantons dont le nombre est divisé par deux avec arrondi à l'unité impaire supérieure si ce nombre n'est pas entier impair, assorti de conditions de seuils minimaux. Dans l'Eure-et-Loir, le nombre de cantons passe ainsi de 29 à 15.
Le canton de Chartres-2 est formé de communes des anciens cantons de Chartres-Sud-Est (6 communes), d'Illiers-Combray (1 commune), de Chartres-Sud-Ouest (7 communes) et d'une fraction de la commune de Chartres. Le canton est entièrement inclus dans l'arrondissement de Chartres. Le bureau centralisateur est situé à Chartres.

## Représentation
| Période élective | Période élective | Mandat | Mandat   | Identité          | Nuance | Nuance | Qualité |
| ---------------- | ---------------- | ------ | -------- | ----------------- | ------ | ------ | --- |
| 2015             | 2021             | 2015   | 2021     | Élisabeth Fromont |        | LR     | Gérante de société immobilière Ancienne conseillère générale du Canton de Chartres-Sud-Est Vice-Présidente du Conseil départemental |
| 2015             | 2021             | 2015   | 2021     | Franck Masselus   |        | LR     | Conseil d’entreprises Ancien conseiller général du Canton de Chartres-Sud-Ouest Adjoint au maire de Chartres depuis 2020            |
| 2021             | 2028             | 2021   | en cours | Élisabeth Fromont |        | LR     | Conseillère sortante |
| 2021             | 2028             | 2021   | en cours | Franck Masselus   |        | LR     | Conseiller sortant |

### Résultats détaillés

#### Élections de mars 2015
À l'issue du 1er tour des élections départementales de 2015, deux binômes sont en ballottage : Élisabeth Fromont et Franck Masselus (UMP, 46,95 %) et Sylvie Ruel et Michel Thuriet (FN, 25,5 %). Le taux de participation est de 48,58 % (9 464 votants sur 19 481 inscrits) contre 48,57 % au niveau départementalet 50,17 % au niveau national.
Au second tour, Élisabeth Fromont et Franck Masselus (UMP) sont élus avec 71,44 % des suffrages exprimés et un taux de participation de 48,03 % (5 959 voix pour 9 356 votants et 19 479 inscrits).

#### Élections de juin 2021
Le premier tour des élections départementales de 2021 est marqué par un très faible taux de participation (33,26 % au niveau national). Dans le canton de Chartres-2, ce taux de participation est de 31,39 % (6 322 votants sur 20 139 inscrits) contre 32,03 % au niveau départemental. À l'issue de ce premier tour, deux binômes sont en ballottage : Élisabeth Fromont et Franck Masselus (LR, 40,29 %) et Jean-Claude Breton et Julia Trentin (DVC, 18,41 %).
Le second tour des élections est marqué une nouvelle fois par une abstention massive équivalente au premier tour. Les taux de participation sont de 34,36 % au niveau national, 32,5 % dans le département et 32,81 % dans le canton de Chartres-2. Élisabeth Fromont et Franck Masselus (LR) sont élus avec 53,35 % des suffrages exprimés (3 261 voix pour 6 608 votants et 20 143 inscrits),,.

## Composition
| Nom                              | Code Insee | Intercommunalité      | Superficie (km2) | Population (dernière pop. légale)               | Densité (hab./km2) | Modifier                                    |
| -------------------------------- | ---------- | --------------------- | ---------------- | ----------------------------------------------- | ------------------ | ------------------------------------------- |
| Chartres (bureau centralisateur) | 28085      | CA Chartres Métropole | 16,85            | Fraction : 9 882 (2022) Commune : 37 990 (2022) | 2 255              | modifier les données · modifier les données |
| Berchères-les-Pierres            | 28035      | CA Chartres Métropole | 19,83            | 1 000 (2022)                                    | 50                 | modifier les données · modifier les données |
| La Bourdinière-Saint-Loup        | 28048      | CA Chartres Métropole | 20,16            | 751 (2022)                                      | 37                 | modifier les données · modifier les données |
| Corancez                         | 28107      | CA Chartres Métropole | 6,80             | 361 (2022)                                      | 53                 | modifier les données · modifier les données |
| Le Coudray                       | 28110      | CA Chartres Métropole | 5,52             | 4 063 (2022)                                    | 736                | modifier les données · modifier les données |
| Dammarie                         | 28122      | CA Chartres Métropole | 32,37            | 1 500 (2022)                                    | 46                 | modifier les données · modifier les données |
| Fresnay-le-Comte                 | 28162      | CA Chartres Métropole | 8,25             | 286 (2022)                                      | 35                 | modifier les données · modifier les données |
| Gellainville                     | 28177      | CA Chartres Métropole | 12,01            | 763 (2022)                                      | 64                 | modifier les données · modifier les données |
| Mignières                        | 28253      | CA Chartres Métropole | 13,04            | 1 157 (2022)                                    | 89                 | modifier les données · modifier les données |
| Morancez                         | 28269      | CA Chartres Métropole | 7,13             | 1 927 (2022)                                    | 270                | modifier les données · modifier les données |
| Nogent-le-Phaye                  | 28278      | CA Chartres Métropole | 15,01            | 1 463 (2022)                                    | 97                 | modifier les données · modifier les données |
| Prunay-le-Gillon                 | 28309      | CA Chartres Métropole | 25,36            | 1 155 (2022)                                    | 46                 | modifier les données · modifier les données |
| Sours                            | 28380      | CA Chartres Métropole | 33,15            | 1 964 (2022)                                    | 59                 | modifier les données · modifier les données |
| Thivars                          | 28388      | CA Chartres Métropole | 9,22             | 1 099 (2022)                                    | 119                | modifier les données · modifier les données |
| Ver-lès-Chartres                 | 28403      | CA Chartres Métropole | 9,46             | 776 (2022)                                      | 82                 | modifier les données · modifier les données |
| Canton de Chartres-2             | 2805       |                       |                  | 28 147 (2022)                                   |                    | modifier les données                        |

Le canton de Chartres-2 comprend :
1. quatorze communes entières,
2. la partie de la commune de Chartres située au sud d'une ligne définie par l'axe des voies et limites suivantes : depuis la limite territoriale de la commune de Luisant, avenue du Maréchal-Maunoury, rue du Docteur-Gabriel-Maunoury, place des Epars, boulevard Chasles, place Pasteur, boulevard de la Courtille, rue du Faubourg-la-Grappe, rue de Sours, jusqu'à la limite territoriale de la commune de Gellainville.

## Démographie
En 2022, le canton comptait 28 147 habitants, en évolution de +0,91 % par rapport à 2016 (Eure-et-Loir : −0,23 %, France hors Mayotte : +2,11 %).
| 2013   | 2018   | 2022   |
| ------ | ------ | ------ |
| 27 617 | 27 838 | 28 147 |